# Ugo Panziera
Ugo Panziera, o Panciera, anche noto come Ugo da Prato (Pomarance, 1260 circa – Tartaria, 1330 circa), è stato un teologo, francescano, missionario e scrittore italiano.

## Biografia
Dottore in teologia, entrò nel ramo laico dell'Ordine francescano, indossando il saio alcuni anni prima del 1295.
Scrisse epistole, laude di ispirazione jacoponica e tredici trattati spirituali di ispirazione bonaventuriana.
Vicino alla corrente dei francescani spirituali, partì in missione in Oriente nel 1302 circa, assieme a un gruppo di frati raccolto da Corrado da Offida; rimase in Tartaria e in particolare a Pera fino alla morte, avvenuta intorno al 1330, benché fonti agiografiche la collochino al 1312, commemorandolo il 5 marzo come beato.

## Opere
- Trattati spirituali, Firenze, Antonio Mischomini, 1492.
- Cesare Guasti (a cura di), I cantici spirituali del beato Ugo Panziera, Prato, Tipografia Guasti, 1861.